# Kompetenceevaluering
|  | Sammenskrivningsforslag Artiklerne kompetence, Kompetenceevaluering er foreslået sammenskrevet. (Siden april 2020) Diskutér forslaget |

En kompetenceevaluering er en evaluering af kompetencer. Der tages udgangspunkt i, at medarbejdernes kompetence styrkes i forhold til opgavevaretagelsen. Den processuelle tilgang til evalueringen er et udtryk for en underliggende organisationsteoretisk forståelse om, at organisationer ikke er rationelle og baseret på statiske værdier. Organisationer anskues derimod som dynamiske og ustabile. Det vil sige at krav, mål og værdier konstant er skiftende. Hermed kan kompetenceudviklingsevaluering udgøre en central metode til at fremme offentlige institutioners omstillingsparathed.